# اندیس آنومالی سمپا
آنومالی سمپا یک اندیس چندفلزی است که در حوالی شهر معلمان استان سمنان قرار دارد و مادهٔ معدنی موجود در آن، طلا است.سنگ میزبان این اندیس آندزیت و داسیت آلتره شده است  در این اندیس، پاراژنز‌های مس و طلا یافت می‌شوند.